# Čovek-munja!
Čovek-munja! je 197. epizoda strip serijala Zagor reprizno objavljena u Srbiji u br. 16. obnovljene edicije Zlatne serije koju je pokrenuo Veseli četvrtak. Sveska je izašla 7. novembra 2019. god. i koštala 350 dinara (3,45 $; 2,96 €). Imala je 166 strana.

## Originalna epizoda
Epizoda je premijerno objavljena u Italiji pod nazivom Thunderman! u izdanju Bonelija 14. decembra 1981. Epizodu je nacrtao Frančesko Gamba poznat, po serijalu Mali rendžer, a scenario napisao Ticiano Sklavi, poznat po scenarijama za Dilan Doga.

## Prethodna izdanja i reprize
Ova epizoda već je objavljena u bivšoj Jugoslaviji u Zlatnoj seriji br. 648. Usijana stena i 649. Čovek-munja, koji su izašli 1983. god. U Hrvatskoj je ova epizoda reprizirana u ediciji Extra Zagor br. 203. Horde zla (9.9.2011) i 204. Thunderman (7.10.2011)

## Značaj epizode
Ovo je jedna od prvih epizoda Zagora koju je nacrtao Francesko Gamba, koji je poznat kao glavni crtač na serijalu Kit Teler. Gamba je nacrtao još nekoliko epizoda Zagora, ali je još više radio na serijalu o Čiku. Scenario je pisao Tiziano Sclavi, koji je kasnije postao poznat kao utemeljivač stripa Dilan Dog 1986. godine. Tokom osamdesetih godoma Sclavi je uradio scenarije za još nekoliko važnih epizoda Zagora kao što su Planina bogova, Crni gospodar, Vuk Samotnjak, Prokleto blago, Demonska maska, Demon ludila itd.